# Jorge Guardiola Hay
Jorge Guardiola Hay (Madrid, 11 de septiembre de 1963) es un tirador deportivo Medalla de Bronce en los Juegos Olímpicos de Seúl' 1988. Un apasionado de la caza, una herencia familiar que le transmitió su padre Ramiro, y que terminaría llevándole a los Juegos Olímpicos. La historia de Jorge Guardiola Hay es la de un madrileño que quiso ser tirador y lo consiguió con tan solo 15 años. Su trayectoria se empezó a dibujar con un año más, logrando ser subcampeón junior de España en skeet. Una modalidad que le iba a dar más alegrías en el futuro.
La caza le siguió acompañando durante muchos años. En 1981 se proclamó campeón de España, de Europa y del Mundo de Recorridos de Caza en categoría júnior, a la vez que conseguía el tercer puesto en el campeonato de España y el subcampeonato mundial por equipos de Moscú en la modalidad de Skeet. 
Sin embargo, el paso a la categoría absoluta fue complicado para Guardiola. No consiguió clasificación para los Juegos Olímpicos de Los Ángeles 84' y tuvo que esperar hasta 1986 para cosechar sus primeros grandes resultados. Fue campeón de Europa de tiro al pichón y poco después de España en skeet. Sería un preludio de lo que viviría dos años después. 
Batió el récord de España de skeet con un registro de 199 platos de 200. Se alzó con la Copa del Rey de skeet y con el subcampeonato de Europa. Llegaban los Juegos Olímpicos de Seúl y Jorge acudía con las mejores sensaciones. Las cosas no empezaron bien y falló en las dos primeras series, aunque consiguió un pleno en la última. En la segunda jornada sólo tiene un fallo en la serie inicial. Llegaba el momento de los nervios con la tirada extra. Guardiola impasible consigue cerrar su actuación con un solo fallo, que le aúpa a la tercera posición. Su marca es de 220 (196 de las clasificatorias y 24 en la ronda definitiva). Resultado que le aúpa hasta la tercera posición y le sirve para colgarse la medalla de bronce.
La historia de una remontada y de un éxito de uno de los mejores tiradores de la historia de España.

## Participaciones en Juegos Olímpicos
- Seúl 1988, medalla de bronce.
- Barcelona 1992, puesto 16.

## Premios, reconocimientos y distinciones
- Medalla de Plata de la Real Orden del Mérito Deportivo, otorgada por el Consejo Superior de Deportes (1994)[1]